# Tatjana Sergejewna Passek
Tatjana Sergejewna Passek (russisch Татьяна Сергеевна Пассек; * 2. Augustjul. / 15. August 1903greg. in St. Petersburg; † 4. August 1968 in Moskau) war eine russisch-sowjetische Prähistorikerin.

## Leben
Tatjana Passeks Urgroßvater Wadim Wassiljewitsch Passek war ein bekannter Archäologe und Ethnograph. Ihre Urgroßmutter Tatjana Petrowna Passek war Literatin und verwandt mit Alexander Iwanowitsch Herzen. Passeks Großmutter Alexandra Nikolajewna Peschkowa-Toliwerowa war Kinderbuchautorin und Mitglied der Giuseppe-Garibaldi-Bewegung. Passeks Mutter Wera Sergejewna Passek war Bühnenautorin. Passeks Vater war Beamter im Finanzministerium.
Passek studierte an der Universität Leningrad in der Abteilung für Archäologie und Kunstgeschichte der Fakultät für Gesellschaftswissenschaften mit anschließender Aspirantur (Abschluss 1930). Zu ihren Lehrern gehörten Iwan Iwanowitsch Meschtschaninow, Alexander Alexandrowitsch Miller und Alexander Andrejewitsch Spizyn. Bereits als Studentin interessierte sie sich besonders für die Cucuteni-Tripolje-Kultur, die damals heftig diskutiert wurde. Nach dem Studium wurde sie wissenschaftliche Mitarbeiterin der Staatlichen Akademie für Geschichte der Materiellen Kultur (GAIMK) in Leningrad.
1932 ging Passek nach Moskau und wurde Mitarbeiterin der Staatlichen Akademie für Kunstgeschichte. Noch im selben Jahr wechselte sie in die Moskauer Abteilung der GAIMK, die 1937 das Institut für Geschichte der Materiellen Kultur (IIMK) und 1957 das Institut für Archäologie der Akademie der Wissenschaften der UdSSR wurde. Sie blieb dort bis zu ihrem Tode.

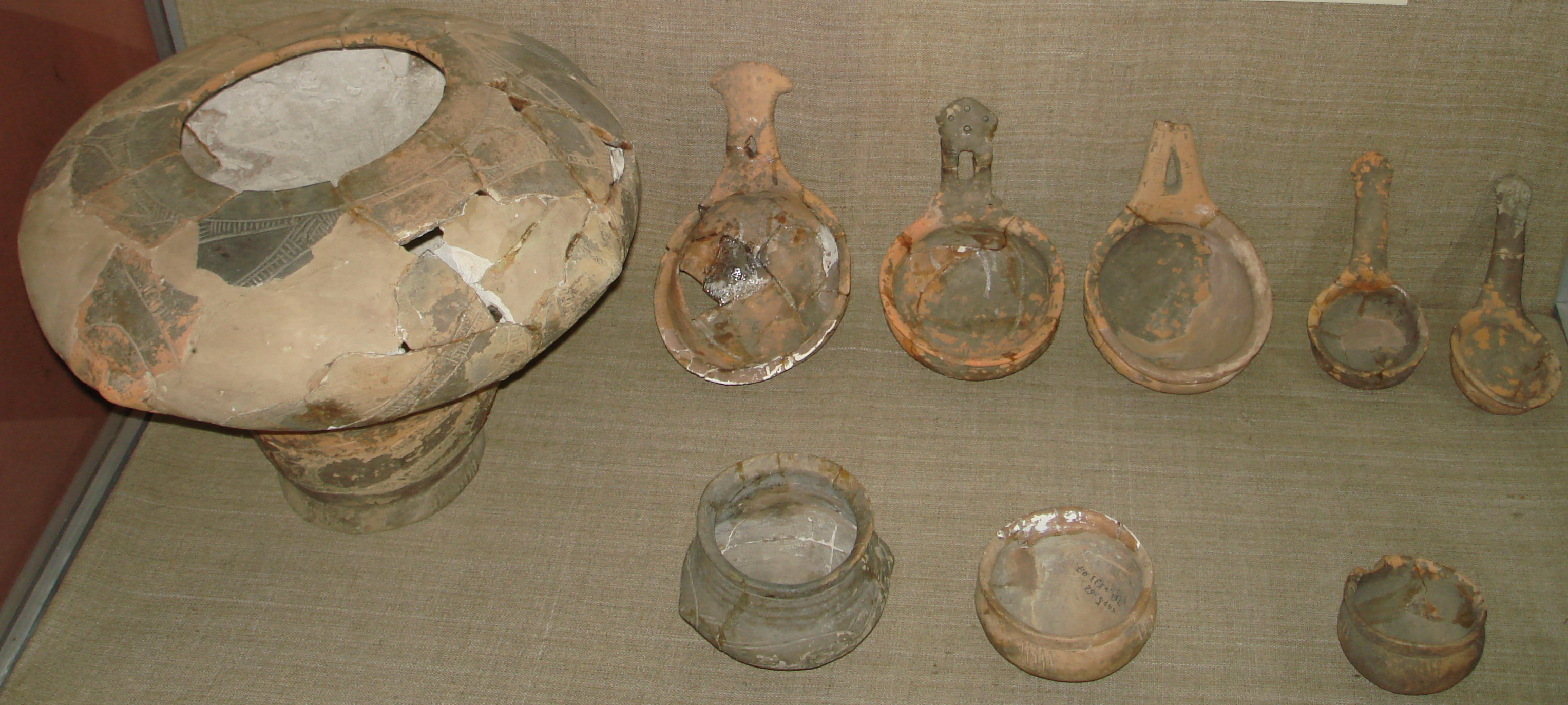
Objekte aus einer Cucuteni-Tripolje-Siedlung bei Cărbuna, Rajon Ialoveni (1962)

In den 1930er Jahren war Passek beteiligt an den Untersuchungen der in Kaukasien und Transkaukasien ausgegrabenen Objekte der Kupfersteinzeit und Bronzezeit. 1934 leitete sie die Tripolje-Expedition in der Ukrainischen SSR. Im selben Jahr verteidigte sie ihre Kandidat-Dissertation über die Cucuteni-Tripolje-Keramik, die 1935 in französischer Sprache veröffentlicht wurde. 1947 wurde sie zur Doktorin der Geschichtswissenschaften promoviert.
Ab 1947 leitete Passek die Expedition des Instituts für Archäologie zur Erforschung der Fundstätten in der Moldauischen SSR. Auch arbeitete sie auf den Trassen der im Bau befindlichen Metro Moskau. 1958 wurde sie Chefredakteurin der Zeitschrift KSIA des Instituts für Archäologie als Nachfolgerin Alexander Dmitrijewitsch Udalzows. Ihre Nachfolgerin wurde Irina Timofejewna Kruglikowa. Waleri Sergejewitsch Titow war ein Schüler Passeks.
Passek wurde auf dem Nowodewitschi-Friedhof neben ihrem Mann begraben, dem Theaterschauspieler Iwan Jakowlewitsch Gremislawski (1886–1954).
Der 15. August, Passeks Geburtstag, wird in Russland und der Ukraine als Tag des Archäologen gefeiert.

## Ehrungen
- Medaille „Für die Verteidigung Moskaus“
- Medaille „Für heldenmütige Arbeit im Großen Vaterländischen Krieg 1941–1945“
- Orden des Roten Banners der Arbeit (1945)
- Stalinpreis II. Klasse (1950) für ihre Monografie über die Periodisierung der Tripolje-Siedlungen[4]
- Leninorden (1954)